# Phyllanthus yaouhensis
Phyllanthus yaouhensis är en emblikaväxtart som beskrevs av Rudolf Schlechter. Phyllanthus yaouhensis ingår i släktet Phyllanthus och familjen emblikaväxter. Inga underarter finns listade i Catalogue of Life.